# Hend Zaza
Hend Zaza (en árabe: هند ظاظا‎; Hama, 1 de enero de 2009) es una jugadora de tenis de mesa siria. Se clasificó para jugar en los Juegos Olímpicos de Tokio de 2020, celebrados en 2021, en el torneo de clasificación olímpica de Asia Occidental celebrado en Jordania en 2020. A la edad de 13 años, fue la persona más joven en competir en tenis de mesa olímpico y la quinta persona más joven en competir en los Juegos Olímpicos modernos. Fue la competidora más joven en los Juegos de 2020, y la competidora olímpica más joven desde Beatrice Huștiu, una patinadora artística rumana que compitió en 1968.

## Biografía
Zaza nació el 1 de enero de 2009 en Hama, Siria, y comenzó a jugar tenis de mesa en 2014. En 2016, asistió a un evento "Hopes Week and Challenge" de la Federación Internacional de Tenis de Mesa (ITTF) en Catar con su hermano mayor, y se notó su potencial. Juega para el Club de Tenis de Mesa Al-Muhafaza en Damasco y ha ganado títulos nacionales en todos los niveles: esperanzas, cadetes, junior y senior.

## Juegos Olímpicos 2020
Zaza es la primera siria en competir en tenis de mesa olímpico a través de la clasificación, aunque algunas fuentes informan incorrectamente que ella es la primera siria en competir en tenis de mesa en los Juegos Olímpicos. Su compatriota Heba Allejji compitió en los Juegos Olímpicos de Verano de 2016 después de ser invitada por la Comisión Tripartita.

En las Olimpiadas de 2020 fue derrotada en la ronda preliminar el 24 de julio de 2021 por Liu Jia, una jugadora austriaca nacida en China de 39 años que había competido anteriormente en las Olimpiadas de Verano de 2000. La puntuación fue de 11:4, 11:9, 11:3, 11:5. Después del partido Zaza dijo:

No dejaré de jugar. El tenis de mesa es toda mi vida. Paso todo mi tiempo jugando, aparte del tenis de mesa, estudio. Estoy trabajando para el futuro, para ser campeona del mundo y una campeona olímpica, y para ser farmacéutica o abogada con mis estudios.